# Cristiano Porqueddu
Cristiano Porqueddu (Nuoro, 1975) è un chitarrista italiano.

## Biografia
Nato a Nuoro, ha iniziato a studiare musica sotto la guida del padre Salvatore. Si è diplomato frequentando privatamente vari conservatori italiani e si è formato seguendo corsi e seminari di specializzazione in Italia ed Europa. Successivamente si è perfezionato sul repertorio del Novecento e Contemporaneo con Angelo Gilardino, presso l'Accademia Lorenzo Perosi.
Vincitore di concorsi internazionali di interpretazione musicale e di composizione, intraprende la carriera concertistica nel 1997. Tiene concerti in Europa e Stati Uniti d'America ed è ospite in giurie di concorsi di interpretazione. Nel 2002 esordisce con la prima release discografica e dal 2009 ha un contratto discografico con la major olandese Brilliant Classics.
Nel 2010 intraprende l'attività di compositore con la guida di Angelo Gilardino. Vince il Primo Premio in concorsi internazionali di composizione in Europa, America e Asia. Pubblica opere originali per chitarra con Orphée Editions (Stati Uniti d'America), Les Productiond d'OZ (Canada), Edizioni Musicali Bérben Edizioni musicali Curci (Italia). Dal 2014 al 2019 ha curato la revisione di opere di altri compositori in veste di editor per le Edizioni Musicali Bérben (Italia). Dal 2019 collabora con le Edizioni Musicali Les Productions d'OZ
È direttore artistico dal 1998 di Musicare di Nuoro.

## Discografia
- Les Arbres Rouges Musiche di Antonio Jiménez Manjón, Agustín Barrios Mangoré, Angelo Gilardino, Filippo Michelangeli Editore - Milano (ITA), 2002
- I maestri della chitarra Vol.78 Musiche di Niccolò Paganini, Leo Brouwer, Antonio José, Filippo Michelangeli Editore - Milano (ITA), 2003
- Trascendentia Vol.1 di 5 Registrazione integrale dei 60 Studi di Virtuosità e di Trascendenza di Angelo Gilardino Volume 1 di 5, Filippo Michelangeli Editore - Milano (ITA), 2005
- Trascendentia Vol.2 di 5 Registrazione integrale dei 60 Studi di Virtuosità e di Trascendenza di Angelo Gilardino Volume 2 di 5, Filippo Michelangeli Editore - Milano (ITA), 2005
- Trascendentia Vol.3 di 5 Registrazione integrale dei 60 Studi di Virtuosità e di Trascendenza di Angelo Gilardino Volume 3 di 5, Filippo Michelangeli Editore - Milano (ITA), 2006
- Trascendentia Vol.4 di 5 Registrazione integrale dei 60 Studi di Virtuosità e di Trascendenza di Angelo Gilardino Volume 4 di 5, Filippo Michelangeli Editore - Milano (ITA), 2006
- Trascendentia Vol.5 di 5 Registrazione integrale dei 60 Studi di Virtuosità e di Trascendenza di Angelo Gilardino Volume 5 di 5, Filippo Michelangeli Editore - Milano (ITA), 2007
- Trascendentia 5 CD Set Registrazione integrale dei 60 Studi di Virtuosità e di Trascendenza di Angelo Gilardino, Brilliant Classics, 2009
- Agustín Barrios Mangoré Complete Music for Solo Guitar 6 CD Set Registrazione integrale della musica per chitarra sola di Agustín Barrios Mangoré, Brilliant Classics, 2010
- Fernando Sor - 20 Studies for Guitar Registrazione dei 20 Studi del compositore spagnolo Fernando Sor editi nel 2010 dalle Edizioni Curci (Revisione di Angelo Gilardino, Brilliant Classics, 2010
- Concerto di Oliena, Brilliant Classics, 2011
- Novecento Guitar Preludes 3 Cd Set, Musiche di Boris Vladimirovič Asaf'ev, Manuel Maria Ponce, Henk Badings, Hernri Sauguet, Ferenc Farkas, Brilliant Classics, 2012
- Angelo Gilardino 3 Concertos for Guitar and Orchestra, Musiche per chitarra e orchestra di Angelo Gilardino, Brilliant Classics, 2014
- Novecento Guitar Sonatas 5 CD Set, Registrazione di 19 sonate per chitarra sola del XX e XXI secolo di Angelo Gilardino, Evgeny Anatolyevich Baev, Georges Migot, Miklós Rózsa, Franco Cavallone, Alfred Uhl, Juan Manén, Cristiano Porqueddu, Brilliant Classics, 2014
- Angelo Gilardino Complete Music for Solo Guitar 1965-2013 14 CD Set, Registrazione integrale della musica per chitarra sola dal 1965 al 2013 da Angelo Gilardino, Cristiano Porqueddu, Brilliant Classics, 2015
- Easy Studies for Guitar Vol.1 of 3, Studi facili per chitarra di autori del Novecento e Contemporanei, Cristiano Porqueddu, Brilliant Classics, 2016
- Russian Guitar Music of the 20th and 21st centuries 3CD Set, Musica per chitarra di autori russi e sovietici del XX e del XXI secolo, Cristiano Porqueddu, Brilliant Classics, 2017
- Easy Studies for Guitar Vol.2 of 3, Studi facili per chitarra di autori del Novecento e Contemporanei, Cristiano Porqueddu, Brilliant Classics, 2017
- Novecento Guitar Sonatinas 4CD Set, 17 Sonatine per chitarra di autori del XX e XXI secolo, Cristiano Porqueddu, Brilliant Classics, 2019
- Easy Studies for Guitar Vol.3 of 3 2CD Set, Studi facili per chitarra di autori del Novecento e Contemporanei, Cristiano Porqueddu, Brilliant Classics, 2020
- Franco Cavallone Music for Guitar 4CD Set, Opere originali per chitarra di Franco Cavallone, Cristiano Porqueddu, Brilliant Classics, 2021
- Portrait of Sardinia - New Music for Guitar 4CD Set, Opere originali per chitarra di autori contemporanei dedicate alla Sardegna, Cristiano Porqueddu, Brilliant Classics, 2021
- Homage to Angelo Gilardino - A life for music, Selezione di composizioni di Angelo Gilardino, Cristiano Porqueddu, Brilliant Classics, 2022
- Mario Castelnuovo-Tedesco: 21 Greeting Cards for guitar, Registrazione delle 21 GC per chitarra, Cristiano Porqueddu, Brilliant Classics, 2022

## Composizioni originali
- Il Silenzio del Pendolo - per chitarra, Orphèe Editions, 2010
- Diptico de la oscuridad - para guitarra, Edizioni Musicali Bèrben, 2011
- Recodos de incertidumbre - per chitarra, Edizioni Musicali Bèrben, 2012
- Sonata I Des couleurs sur la toile - per chitarra, Edizioni Musicali Bèrben, 2013
- Sonata II "Sonata di Picerno" - per chitarra, Edizioni Musicali Bèrben, 2016
- Metamorfosis de la Soledad - per chitarra, Edizioni Musicali Bèrben, 2016
- Sonata III "Il Rito del Fuoco" - per chitarra, Les Productions d'OZ, 2019
- Recuerdo una brisa triste por los olivos - Tombeau di Angelo Gilardino, Les Productions d'OZ, 2022
- Studies from Eight Views of Xiaoxiang Vol.1, Les Productions d'OZ, 2023
- Studies from Eight Views of Xiaoxiang Vol.2, Les Productions d'OZ, 2024

## Editor
- Sonata No.1 di Evgeny Anatolevich Baev (1957), Edizioni Musicali Bèrben, 2014
- Sonate für Gitarre Op.17 di Anton Stingl (1908 – 2000), Edizioni Musicali Bèrben, 2015
- Omaggio a Benjamin Britten - Sonatina per chitarra di Franco Cavallone (1957), Edizioni Musicali Bèrben, 2015
- Affiches sans moralisme di Carlo Francesco Defranceschi, ValleGiovanni Edizioni Musicali, 2015
- Novembina "The Anatomy of Melancholy" di Alfredo Franco (1967), Edizioni Musicali Bèrben, 2016
- Seven Preludes di Alfredo Franco (1967), Edizioni Musicali Bèrben, 2016
- Passacaglia per chitarra di Paolo Bozzola (1977-2011), Edizioni Musicali Bèrben, 2017
- Miniatura per chitarra di Massimiliano Filippini (1975), Edizioni Musicali Bèrben, 2018
- Alebrijes de la Ciudad de México per chitarra di Eduardo Garrido (1975), Edizioni Musicali Bèrben, 2018
- Mélancolie per chitarra di Roberto Piana (1971), Edizioni Musicali Bèrben, 2018
- Trois Reflets di Franco Cavallone (1957), Edizioni Musicali Bèrben, 2019
- Variazioni su "El Testament d'Amelia di Llobet" di Kevin Swierkosz Lenart (1988), Edizioni Musicali Bèrben, 2019
- Sardegna - Suite per chitarra, di Angelo Gilardino (1941-2022) Les Productions d'OZ, 2019
- Ten Progressive Studies, di Franco Cavallone (1957) Les Productions d'OZ, 2020
- Contos de Foghile, di Roberto Piana (1971) Les Productions d'OZ, 2020
- Ritratti di Sardegna, di Roberto Piana (1971) Les Productions d'OZ, 2020
- Attítus, di Francesco Morittu (1972) Les Productions d'OZ, 2020
- Suite Omaggio a Giuseppe Biasi, di Kevin Swierkosz-Lenart (1988) Les Productions d'OZ, 2020
- Très Miniatùras, di Carlo Francesco Defranceschi (1959) Les Productions d'OZ, 2020
- Ricercare di Sardegna, di Dušan Bogdanović (1955) Les Productions d'OZ, 2021
- Fantasia Nuorese, di Mark Delpriora (1959) Les Productions d'OZ, 2021
- Viaggio in Sardegna, musica per la omonima pièce teatrale di Stefania Masala Les Productions d'OZ, 2022
- Sei Canzoni Ebraiche, di Franco Cavallone (1957) Les Productions d'OZ, 2022
- Il Flauto nel Bosco - Omaggio a Grazia Deledda, di Alfredo Franco (1967) Les Productions d'OZ, 2022
- Schwarzfahren Sonata for Guitar, di Juan Calderon Les Productions d'OZ, 2022
- Anime Gementi - Sonatina per chitarra, di Franco Cavallone (1957) Les Productions d'OZ, 2022
- Innedda Innedda Kevin Swierkosz-Lenart (1988), Les Productions d'OZ, 2023
- Dialogo del Olivo y el Nuraga Leo Brouwer (1939), Ediciones Espiral Eterna, 2023
- Raighínas Ermanno Brignolo (1981), Les Productions d'OZ, 2023
- Contemplatio in caligine Angelo Gilardino (1941 - 2022), Edizioni Curci, 2023
- Sonata in D minor John W. Duarte (1919- 2004), Les Productions d'OZ, 2024
- Sonata Saudade - in memoria di Heitor Villa-Lobos, di Roberto Piana (1971) Les Productions d'OZ, 2024